# Pépito (operett)

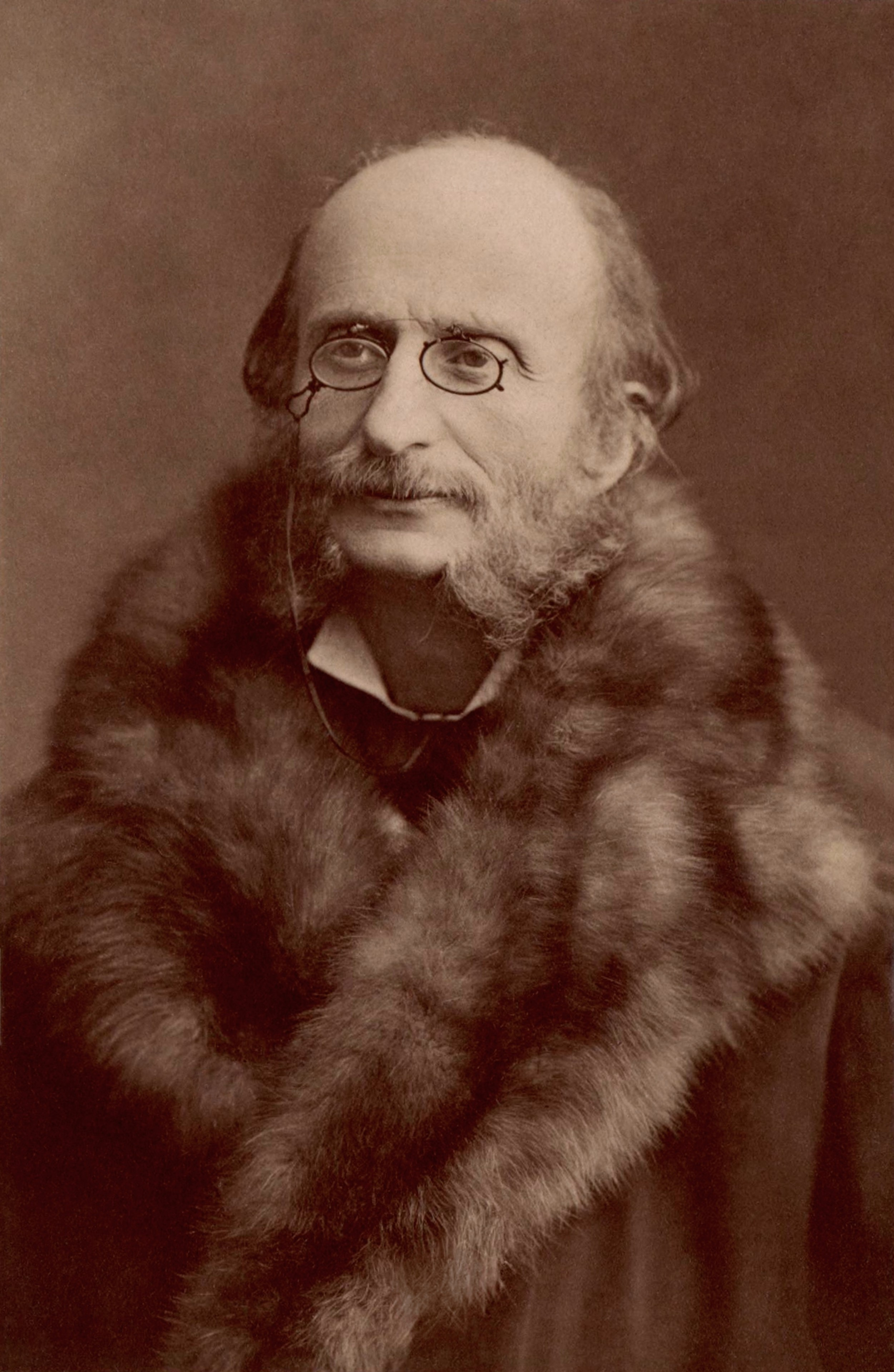
Jacques Offenbach

Pépito är en opéra comique (operett) i en akt med musik av Jacques Offenbach och libretto av Léon Battu och Jules Moinaux inspirerad av en vaudeville av Eugène Scribe från 1825. Den spelades första gången 1853.

## Historia
Offenbach var musikdirektör på Comédie Française i början av 1850-talet, men misslyckades få erkännande som scenkompositör. Han komponerade Pépito sommaren 1853 under en vistelse i Köln. Pépito var tillägnad hustrun till regissören för Opéra-Comique, fru Émile Perrin, och hade premiär den 28 oktober 1853 på Théâtre des Variétés i Paris.
Pépito togs upp igen i mars 1856 av Théâtre des Bouffes-Parisiens och var en del av teaterns repertoar under återstoden av decenniet. En produktion sattes upp på Carltheater i Wien (Das Mädchen von Elizondo) den 18 december 1857, varpå den spelades på teatrar i Tyskland och Ungern under många år. Londonpremiären ägde rum den 24 juni 1857 och i Budapest den 1 juni 1859. 
Ursprungligen hade Pépito titeln Vertigo, en förändring som många kritiker beklagade för att Pépito aldrig dyker upp i handlingen medan karaktären Vertigo, samtidigt frisör, musiker, brevbärare, tandläkare och apotekare, är en parodi på Figaro. Kritikerna var enhälliga i att berömma musikens charm och originalitet..
Betydelsen som Pépito innebar för Offenbachs karriär var att skapa en modell, en prototyp för kommande korta verk, musikaliska monologer, skisser med två eller tre karaktärer, vilket gjorde det möjligt för Offenbach att fylla teatern på Bouffes-Parisiens. Offenbach kom att producera två nya verk i spansk stil: Les Bavards och Maître Peronilla .
Den 13 januari 1913 sattes operetten upp på Oscarsteatern i Stockholm med titeln Flickan från Elizondo.

## Personer

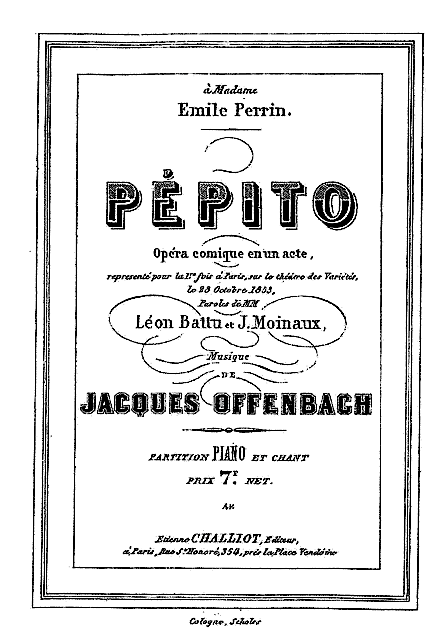
Framsida av partituret.

| Roller                              | Sångstämma | Premiärbesättning 28 oktober 1853 (Dirigent:Jacques Offenbach) |
| ----------------------------------- | ---------- | -------------------------------------------------------------- |
| Vertigo, hotellägare                | baryton    | Leclère                                                        |
| Miguel en ung bonde från Baskien    | tenor      | Beauge                                                         |
| Manuelita en ung föräldralös flicka | sopran     | Larcena                                                        |

## Handling
Den lokale alltiallon Vertigo (som introducerar sig själv med en parodi på Figaros entréaria i operan Barberaren i Sevilla) blir avvisad av värdinnan Manuelita på byns värdshus. Hon har lovat bort sig till fästmannen Pépito som snart väntas återvända från militärlivet för att gifta sig med henne. En barndomsvän dyker upp - det är Miguel, som blir intresserad av Manuelita. Han och Pépito brevväxlar och när Manuelita får veta att Pépito är kär är hon fullt förvissad om att det är i henne. För att vinna Manuelita bjuder Miguel henne på middag men han avbryts av Vertigo som berättar att Manuelita är trogen och inte kan övertalas. Miguel planerar att få den gamle mannen full och sedan gå till verket. Men hans försök avvisas av Manuelita. Miguel imponeras av Manuelitas trohet och lojalitet gentemot Pépito att han bestämmer sig för att ta dennes plats i armén, så att Pépito kan gifta sig med Manuelita. Då kommer Vertigo på att han har ett brev till Miguel: det är från Pépito som har gift sig med regementets kvinnliga kock. Manuelita beslutat sig för att ta Miguel. Vertigo går med på detta om han får spela serpent på deras bröllop.

## Musiknummer
- Ouvertyr

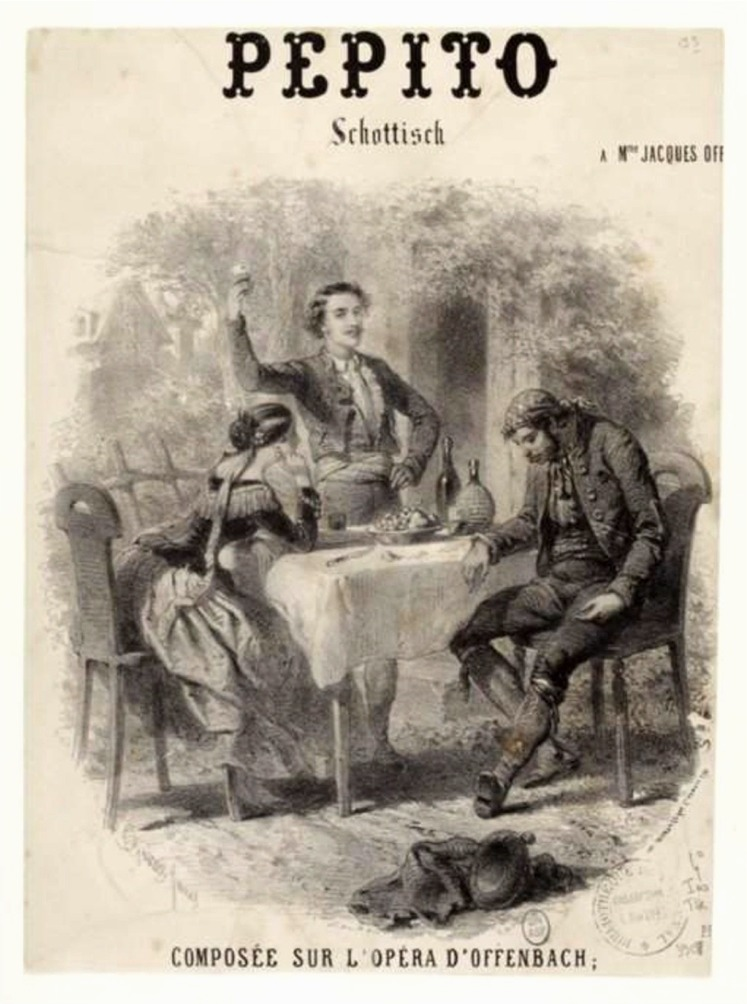
Litografi

- « Il aimait notre vert feuillage » (Manuelita)
- « A tous les métiers moi j’excelle » (Vertigo)
- Romance « Un jour de détresse » (Manuelita)
- Duo « Si les filles de ce village » (Miguel & Manuelita)
- Trio « A table, à table »
- Romance « Jadis d’humeur légère » (Miguel)
- Duo « Un jour au pied de la madone » (Miguel & Manuelita)
- Finale « Adieu, Adieu »